# Eredivisie w piłce siatkowej mężczyzn (2021/2022)
Eredivisie w piłce siatkowej mężczyzn 2021/2022 − 75. sezon mistrzostw Holandii w piłce siatkowej zorganizowany przez Holenderski Związek Piłki Siatkowej (Nederlandse Volleybalbond, Nevobo). Zainaugurowany został 2 października 2021 roku.
W rozgrywkach uczestniczyło 11 drużyn. Licencję na grę w najwyższej klasie rozgrywkowej otrzymał klub Numidia TopVolleybal Limburg.
Eredivisie w sezonie 2021/2022 składała się z fazy zasadniczej, drugiej fazy, w której drużyny rywalizowały w dwóch grupach oraz finałów wyłaniających mistrza Holandii.
Po raz czternasty mistrzem Holandii został klub Draisma Dynamo Apeldoorn, który w finałach pokonał Active Living Orion Doetinchem.

## System rozgrywek
Eredivisie w sezonie 2021/2022 składała się z fazy zasadniczej, drugiej fazy oraz finałów.
W fazie zasadniczej 11 drużyn rozegrało ze sobą po dwa spotkania systemem kołowym (mecz u siebie i rewanż na wyjeździe). Cztery najlepsze drużyny awansowały do grupy A drugiej fazy, zespoły z miejsc 5-10 trafiły natomiast do grupy B. Talentteam Papendal Arnhem niezależnie od zajętego miejsca w tabeli nie uczestniczył w drugiej fazie i nie podlegał ostatecznej klasyfikacji.
W grupie A drużyny rozegrały ze sobą spotkania tym samym systemem co w fazie zasadniczej, z tym że rozpoczynały one zmagania z następującą liczbą punktów:
- 1. drużyna fazy zasadniczej – z trzema punktami;
- 2. drużyna fazy zasadniczej – z dwoma punktami;
- 3. drużyna fazy zasadniczej – z jednym punktem;
- 4. drużyna fazy zasadniczej – bez punktów.

Dwie najlepsze drużyny po rozegraniu wszystkich meczów w grupie A awansowały do finałów. Pozostałe zakończyły rozgrywki odpowiednio na miejscach 3. i 4. W finałach rywalizacja toczyła się do trzech zwycięstw ze zmianą gospodarza po każdym meczu. Gospodarzem pierwszego meczu finałowego była drużyna wyżej sklasyfikowana w grupie A. Zwycięzca finałów został mistrzem Holandii.
W grupie B zespoły rozegrały ze sobą po dwa spotkania systemem kołowym. Drużyny rozpoczynały zmagania z następującą liczbą punktów:
- 5. drużyna fazy zasadniczej – z pięcioma punktami;
- 6. drużyna fazy zasadniczej – z czterema punktami;
- 7. drużyna fazy zasadniczej – z trzema punktami;
- 8. drużyna fazy zasadniczej – z dwoma punktami;
- 9. drużyna fazy zasadniczej – z jednym punktem;
- 10. drużyna fazy zasadniczej – bez punktów.

Ze względu na problemy związane z pandemią COVID-19 żadna drużyna nie spadła do niższej ligi.

## Drużyny uczestniczące
| | Eredivisie 2021/2022           |    |        |
| --- | ------------------------------ | -- | ------ |
| APE | Draisma Dynamo Apeldoorn       | 1  | el. LM |
| LYC | Amysoft Lycurgus Groningen     | 2  | CEV    |
| DOE | Active Living Orion Doetinchem | 3  | CEV    |
| SLS | Sliedrecht Sport               | 4  |        |
| ZVH | RECO ZVH                       | 5  |        |
| TTPA | Talentteam Papendal Arnhem     | 6  |        |
| VOC | VoCASA Volleybal Nijmegen      | 7  |        |
| TAU | Taurus                         | 8  |        |
| SSS | Simplex SSS                    | 9  |        |
| VCN | ComputerPlan VCN               | 10 |        |
| | Nowi uczestnicy                |    |        |
| LIM | Numidia TopVolleybal Limburg   | —  |        |
| Oznaczenia: - kolumna pierwsza – skróty nazw drużyn wpisane na mapie (jeśli ta została zamieszczona), - kolumna trzecia – miejsce zajęte przez daną drużynę w poprzednim sezonie. |                                |    |        |

Uwagia: Klub Numidia TopVolleybal Limburg otrzymał licencję na grę w Eredivisie.

## Faza zasadnicza

### Tabela wyników
| Gospodarz \ Gość1              | APE | LYC | DOE | SLS | ZVH | TTPA | VOC | TAU | SSS | VCN | LIM |
| ------------------------------ | --- | --- | --- | --- | --- | ---- | --- | --- | --- | --- | --- |
| Draisma Dynamo Apeldoorn       | -   | 3:1 | 0:3 | 3:2 | 3:0 | 3:0  | 3:0 | 3:0 | 3:0 | 3:0 | 3:0 |
| Amysoft Lycurgus Groningen     | 2:3 | -   | 0:3 | 3:1 | 3:0 | 3:0  | 3:1 | 3:0 | 3:1 | 3:0 | 3:0 |
| Active Living Orion Doetinchem | 3:2 | 3:1 | -   | 3:0 | 3:0 | 3:0  | 3:0 | 3:0 | 3:0 | 3:0 | 3:0 |
| Sliedrecht Sport               | 0:3 | 1:3 | 2:3 | -   | 3:0 | 3:0  | 3:0 | 1:3 | 2:3 | 3:0 | 3:1 |
| RECO ZVH                       | 0:3 | 0:3 | 1:3 | 0:3 | -   | 3:2  | 1:3 | 1:3 | 1:3 | 0:3 | 2:3 |
| Talentteam Papendal Arnhem     | 1:3 | 3:0 | 0:3 | 3:1 | 0:3 | -    | 0:3 | 3:0 | 1:3 | 0:3 | 3:1 |
| VoCASA Volleybal Nijmegen      | 3:2 | 0:3 | 0:3 | 0:3 | 1:3 | 3:1  | -   | 2:3 | 3:0 | 3:1 | 1:3 |
| Taurus                         | 0:3 | 1:3 | 0:3 | 3:2 | 3:1 | 3:0  | 3:2 | -   | 1:3 | 3:1 | 2:3 |
| Simplex SSS                    | 2:3 | 0:3 | 1:3 | 2:3 | 3:1 | X    | 3:2 | 3:2 | -   | 3:0 | 3:0 |
| ComputerPlan VCN               | 0:3 | 0:3 | 0:3 | 0:3 | 2:3 | 2:3  | 0:3 | 3:2 | 2:3 | -   | 3:2 |
| Numidia TopVolleybal Limburg   | 0:3 | 3:2 | 0:3 | 0:3 | 3:0 | 1:3  | 3:0 | 1:3 | 2:3 | 2:3 | -   |

Źródło: Volleybal.nl (niderl.)
1 Drużyna gospodarzy jest wymieniona po lewej stronie tabeli.
Kolory:
  zwycięstwo gospodarzy 3:0 lub 3:1
  zwycięstwo gospodarzy 3:2
  zwycięstwo gości 3:0 lub 3:1
  zwycięstwo gości 3:2

### Tabela
| Lp. | Drużyna                        | Pkt | Mecze | Mecze | Mecze | Rodzaj wyniku | Rodzaj wyniku | Rodzaj wyniku | Rodzaj wyniku | Rodzaj wyniku | Rodzaj wyniku | Sety | Sety | Sety  | Małe punkty | Małe punkty | Małe punkty |
| Lp. | Drużyna                        | Pkt | M     | W     | P     | 3:0           | 3:1           | 3:2           | 2:3           | 1:3           | 0:3           | wyg. | prz. | stos. | zdob.       | str.        | stos.       |
| --- | ------------------------------ | --- | ----- | ----- | ----- | ------------- | ------------- | ------------- | ------------- | ------------- | ------------- | ---- | ---- | ----- | ----------- | ----------- | ----------- |
| 1   | Active Living Orion Doetinchem | 58  | 20    | 20    | 0     | 15            | 3             | 2             | 0             | 0             | 0             | 60   | 7    | 8.57  | 1647        | 1276        | 1.29        |
| 2   | Draisma Dynamo Apeldoorn       | 50  | 20    | 17    | 3     | 12            | 2             | 3             | 2             | 0             | 1             | 55   | 17   | 3.24  | 1687        | 1471        | 1.15        |
| 3   | Amysoft Lycurgus Groningen     | 44  | 20    | 14    | 6     | 9             | 5             | 0             | 2             | 2             | 2             | 48   | 23   | 2.09  | 1690        | 1505        | 1.12        |
| 4   | Sliedrecht Sport               | 33  | 20    | 10    | 10    | 8             | 1             | 1             | 4             | 4             | 2             | 42   | 33   | 1.27  | 1685        | 1562        | 1.08        |
| 5   | Simplex SSS                    | 30  | 19    | 11    | 8     | 2             | 4             | 5             | 2             | 2             | 4             | 39   | 38   | 1.03  | 1668        | 1657        | 1.01        |
| 6   | Taurus                         | 27  | 20    | 9     | 11    | 1             | 5             | 3             | 3             | 2             | 6             | 35   | 44   | 0.8   | 1697        | 1817        | 0.93        |
| 7   | VoCASA Volleybal Nijmegen      | 23  | 20    | 7     | 13    | 3             | 3             | 1             | 3             | 3             | 7             | 30   | 44   | 0.68  | 1627        | 1677        | 0.97        |
| 8   | Talentteam Papendal Arnhem     | 18  | 19    | 6     | 13    | 2             | 3             | 1             | 1             | 3             | 9             | 23   | 44   | 0.52  | 1426        | 1597        | 0.89        |
| 9   | Numidia TopVolleybal Limburg   | 18  | 20    | 6     | 14    | 2             | 1             | 3             | 3             | 4             | 7             | 28   | 49   | 0.57  | 1646        | 1770        | 0.93        |
| 10  | ComputerPlan VCN               | 15  | 20    | 5     | 15    | 2             | 0             | 3             | 3             | 2             | 10            | 23   | 51   | 0.45  | 1460        | 1685        | 0.87        |
| 11  | RECO ZVH                       | 11  | 20    | 4     | 16    | 1             | 1             | 2             | 1             | 6             | 9             | 20   | 53   | 0.38  | 1504        | 1720        | 0.87        |

Źródło: Volleybal.nl (niderl.)
Punktacja: 3:0 i 3:1 – 3 pkt; 3:2 – 2 pkt; 2:3 – 1 pkt; 1:3 i 0:3 – 0 pkt
Zasady ustalania kolejności: 1. liczba punktów; 2. stosunek setów; 3. stosunek małych punktów; 4. bilans w bezpośrednich meczach
Uwagi:
 (1) Mecz Simplex SSS – Talentteam Papendal Arnhem nie odbył się. Z tego względu o kolejności drużyn w tabeli decydowała średnia liczba zdobytych punktów na mecz.
(2) Talentteam Papendal Arnhem uczestniczył wyłącznie w fazie zasadniczej.
     Grupa A
     Grupa B

## Druga faza

### Grupa A

#### Tabela wyników
| Gospodarz \ Gość1              | DOE | APE | LYC | SLS |
| ------------------------------ | --- | --- | --- | --- |
| Active Living Orion Doetinchem | -   | 3:1 | 3:2 | 3:0 |
| Draisma Dynamo Apeldoorn       | 3:1 | -   | 3:0 | 3:1 |
| Amysoft Lycurgus Groningen     | 2:3 | 3:0 | -   | 3:0 |
| Sliedrecht Sport               | 2:3 | 3:1 | 3:1 | -   |

Źródło: Volleybal.nl (niderl.)
1 Drużyna gospodarzy jest wymieniona po lewej stronie tabeli.
Kolory:
  zwycięstwo gospodarzy 3:0 lub 3:1
  zwycięstwo gospodarzy 3:2
  zwycięstwo gości 3:0 lub 3:1
  zwycięstwo gości 3:2

#### Tabela
| Lp. | Drużyna                        | Pkt | Mecze | Mecze | Mecze | Rodzaj wyniku | Rodzaj wyniku | Rodzaj wyniku | Rodzaj wyniku | Rodzaj wyniku | Rodzaj wyniku | Sety | Sety | Sety  | Małe punkty | Małe punkty | Małe punkty |
| Lp. | Drużyna                        | Pkt | M     | W     | P     | 3:0           | 3:1           | 3:2           | 2:3           | 1:3           | 0:3           | wyg. | prz. | stos. | zdob.       | str.        | stos.       |
| --- | ------------------------------ | --- | ----- | ----- | ----- | ------------- | ------------- | ------------- | ------------- | ------------- | ------------- | ---- | ---- | ----- | ----------- | ----------- | ----------- |
| 1   | Active Living Orion Doetinchem | 15  | 6     | 5     | 1     | 1             | 1             | 3             | 0             | 1             | 0             | 16   | 10   | 1.6   | 574         | 535         | 1.07        |
| 2   | Draisma Dynamo Apeldoorn       | 11  | 6     | 3     | 3     | 1             | 2             | 0             | 0             | 2             | 1             | 11   | 11   | 1     | 484         | 493         | 0.98        |
| 3   | Amysoft Lycurgus Groningen     | 9   | 6     | 2     | 4     | 2             | 0             | 0             | 2             | 1             | 1             | 11   | 12   | 0.92  | 508         | 498         | 1.02        |
| 4   | Sliedrecht Sport               | 7   | 6     | 2     | 4     | 0             | 2             | 0             | 1             | 1             | 2             | 9    | 14   | 0.64  | 477         | 517         | 0.92        |

Źródło: Volleybal.nl (niderl.)
Punktacja: 3:0 i 3:1 – 3 pkt; 3:2 – 2 pkt; 2:3 – 1 pkt; 1:3 i 0:3 – 0 pkt
Zasady ustalania kolejności: 1. liczba punktów; 2. stosunek setów; 3. stosunek małych punktów; 4. bilans w bezpośrednich meczach
Uwagi: Drużyny drugą fazę rozpoczynały z następującą liczbą punktów: Active Living Orion Doetinchem – 3 pkt; Draisma Dynamo Apeldoorn – 2 pkt; Amysoft Lycurgus Groningen – 1 pkt; Sliedrecht Sport – 0 pkt.
     Finały

### Grupa B

#### Tabela wyników
| Gospodarz \ Gość1            | SSS | TAU | VOC | LIM | VCN | ZVH |
| ---------------------------- | --- | --- | --- | --- | --- | --- |
| Simplex SSS                  | -   | 3:1 | 3:0 | 2:3 | 3:0 | 3:1 |
| Taurus                       | 3:1 | -   | 3:1 | 1:3 | 3:0 | 3:0 |
| VoCASA Volleybal Nijmegen    | 1:3 | 3:0 | -   | 2:3 | 3:1 | 3:1 |
| Numidia TopVolleybal Limburg | 3:0 | 3:1 | 3:1 | -   | 3:2 | 3:0 |
| ComputerPlan VCN             | 0:3 | 3:2 | 2:3 | 1:3 | -   | 3:1 |
| RECO ZVH                     | 1:3 | 3:0 | 3:2 | 1:3 | 3:1 | -   |

Źródło: Volleybal.nl (niderl.)
1 Drużyna gospodarzy jest wymieniona po lewej stronie tabeli.
Kolory:
  zwycięstwo gospodarzy 3:0 lub 3:1
  zwycięstwo gospodarzy 3:2
  zwycięstwo gości 3:0 lub 3:1
  zwycięstwo gości 3:2

#### Tabela
| Lp. | Drużyna                      | Pkt | Mecze | Mecze | Mecze | Rodzaj wyniku | Rodzaj wyniku | Rodzaj wyniku | Rodzaj wyniku | Rodzaj wyniku | Rodzaj wyniku | Sety | Sety | Sety  | Małe punkty | Małe punkty | Małe punkty |
| Lp. | Drużyna                      | Pkt | M     | W     | P     | 3:0           | 3:1           | 3:2           | 2:3           | 1:3           | 0:3           | wyg. | prz. | stos. | zdob.       | str.        | stos.       |
| --- | ---------------------------- | --- | ----- | ----- | ----- | ------------- | ------------- | ------------- | ------------- | ------------- | ------------- | ---- | ---- | ----- | ----------- | ----------- | ----------- |
| 1   | Numidia TopVolleybal Limburg | 29  | 10    | 10    | 0     | 2             | 5             | 3             | 0             | 0             | 0             | 30   | 11   | 2.73  | 975         | 837         | 1.16        |
| 2   | Simplex SSS                  | 27  | 10    | 7     | 3     | 3             | 4             | 0             | 1             | 1             | 1             | 24   | 13   | 1.85  | 877         | 784         | 1.12        |
| 3   | Taurus                       | 17  | 10    | 4     | 6     | 2             | 2             | 0             | 1             | 3             | 2             | 17   | 20   | 0.85  | 817         | 847         | 0.96        |
| 4   | VoCASA Volleybal Nijmegen    | 16  | 10    | 4     | 6     | 1             | 2             | 1             | 2             | 3             | 1             | 19   | 22   | 0.86  | 903         | 910         | 0.99        |
| 5   | RECO ZVH                     | 8   | 10    | 3     | 7     | 1             | 1             | 1             | 0             | 5             | 2             | 14   | 24   | 0.58  | 797         | 884         | 0.9         |
| 6   | ComputerPlan VCN             | 8   | 10    | 2     | 8     | 0             | 1             | 1             | 2             | 3             | 3             | 13   | 27   | 0.48  | 828         | 935         | 0.89        |

Źródło: Volleybal.nl (niderl.)
Punktacja: 3:0 i 3:1 – 3 pkt; 3:2 – 2 pkt; 2:3 – 1 pkt; 1:3 i 0:3 – 0 pkt
Zasady ustalania kolejności: 1. liczba punktów; 2. stosunek setów; 3. stosunek małych punktów; 4. bilans w bezpośrednich meczach
Uwagi: Drużyny drugą fazę rozpoczynały z następującą liczbą punktów: Simplex SSS – 5 pkt; Taurus – 4 pkt; VoCASA Volleybal Nijmegen – 3 pkt; Numidia TopVolleybal Limburg – 2 pkt; ComputerPlan VCN – 1 pkt; RECO ZVH – 0 pkt.

## Finały
(do trzech zwycięstw)
| Data                               | Godz.                              | Gospodarz                          | Rezultat                         | Gość                           |
| ---------------------------------- | ---------------------------------- | ---------------------------------- | -------------------------------- | ------------------------------ |
| Active Living Orion Doetinchem (1) | Active Living Orion Doetinchem (1) | Active Living Orion Doetinchem (1) | 0 – 3                            | (2) Draisma Dynamo Apeldoorn   |
| 24.04.2022                         | 15:00                              | Active Living Orion Doetinchem     | 1:3 (21:25, 25:21, 24:26, 21:25) | Draisma Dynamo Apeldoorn       |
| 30.04.2022                         | 20:00                              | Draisma Dynamo Apeldoorn           | 3:1 (23:25, 34:32, 25:19, 25:14) | Active Living Orion Doetinchem |
| 08.05.2022                         | 15:00                              | Active Living Orion Doetinchem     | 0:3 (22:25, 20:25, 25:27)        | Draisma Dynamo Apeldoorn       |

## Klasyfikacja końcowa
| Poz. | Drużyna                        |
| ---- | ------------------------------ |
| 1.   | Draisma Dynamo Apeldoorn       |
| 2.   | Active Living Orion Doetinchem |
| 3.   | Amysoft Lycurgus Groningen     |
| 4.   | Sliedrecht Sport               |
| 5.   | Numidia TopVolleybal Limburg   |
| 6.   | Simplex SSS                    |
| 7.   | Taurus                         |
| 8.   | VoCASA Volleybal Nijmegen      |
| 9.   | RECO ZVH                       |
| 10.  | ComputerPlan VCN               |

     eliminacje Ligi Mistrzów 2022/2023
     Puchar CEV 2022/2023
     Puchar Challenge 2022/2023